# Liste öffentlicher Bücherschränke im Burgenland
Dieser Artikel enthält öffentliche Bücherschränke im Burgenland und erhebt keinen Anspruch auf Vollständigkeit.

## Statistik
Derzeit sind im Burgenland 17 öffentliche Bücherschränke erfasst (Stand: 5. November 2024).

## Liste öffentlicher Bücherschränke gereiht nach Gemeinde
| Bild | Ausführung                | Gemeinde                               | Bezirk              | Seit          | Anmerkung | Lage                                                                                        |
| ---- | ------------------------- | -------------------------------------- | ------------------- | ------------- | --- | ------------------------------------------------------------------------------------------- |
|      | Bücherkabine              | Baumgarten                             | Mattersburg         | 23. Apr. 2016 | Die „Baumgartner Bücherei“ wurde am Welttag des Buches vom Verein „Baumgarten aktiv - Pajngrt aktivan“ neben dem Gemeindeamt aufgestellt. | ⊙ Florianiplatz 10, 7021 Baumgarten                                                         |
|      | Telefonzelle              | Deutsch Kaltenbrunn Ortsteil Rohrbrunn | Jennersdorf         | 2018          | Eingerichtet und betreut von der öffentlichen Bücherei der Gemeinde Deutsch Kaltenbrunn | ⊙ Obere Hauptstraße 3                                                                       |
|      | Telefonzelle              | Donnerskirchen                         | Eisenstadt-Umgebung | 2023          | Die Bücherzelle steht am Vorplatz des Sonnenwaldbades. | ⊙ Badstraße 25, 7082 Donnerskirchen                                                         |
|      | Bücherregale              | Draßburg                               | Mattersburg         |               | Die zwei Offenen Bücherregale stehen seit 2018 oder 2019 im Gemeindeamt; zugänglich während der Parteienverkehrszeiten (Stand Ende März 2023): Montag 08.00 bis 12.00h und 13.00 bis 16.00h, Donnerstag 08.00 bis 12.00h und 13.00 bis 18.00h sowie Freitag 08.00 bis 12.00h.                                                                                             | ⊙ Eisenstädterstraße 7, 7021 Draßburg                                                       |
|      | Bücherregal               | Eisenstadt                             | Eisenstadt          |               | Das Offene Bücherregal steht unter einem Torbogen beim Zugang zum Innenhof der Volkshochschule (VHS) Eisenstadt; zugänglich während der Öffnungszeiten Montag bis Donnerstag 08.00 bis 16.00h sowie freitags von 08.00 bis 15.00h. | ⊙ Pfarrgasse 10, 7000 Eisenstadt                                                            |
|      | Bücherregal               | Eisenstadt                             | Eisenstadt          | 2017          | Das Offene Bücherregal befindet sich in der Bibliothek der FH Burgenland; zugänglich während der Öffnungszeiten von Montag bis Donnerstag von 09:00 bis 17:00 Uhr, Freitag von 08:00 bis 17:00 Uhr und Samstag von 08:00 bis 14:00 Uhr.(Stand September 2023). | ⊙ Campus 1, 7000 Eisenstadt                                                                 |
|      | Telefonzelle              | Gols                                   | Neusiedl am See     | 2022          | Die Bücherzelle steht vor dem Gemeindeamt von Gols in der nähe der Bushaltestelle (Gols Kirche) und ist rund um die Uhr zugänglich. | ⊙ Bushaltestelle (Gols Kirche) vor der Evangelischen Kirche, 7122 Gols                      |
|      | Telefonzelle              | Hornstein                              | Eisenstadt-Umgebung |               | Die von der örtlichen ÖVP („TEAM Wolf“) initiierte und von der Bücherei der Marktgemeinde betreute Bücherzelle ist eine von zwei (wovon eine seit 2019 bis März 2021 gegenüber dem Haus der Generationen stand) im durch das ehemalige Esterházysche Forsthaus zugänglichen Bürgergarten und steht beim dortigen Kommunikationsplatz.                                     | ⊙ Rechte Hauptzeile 22, 7053 Hornstein                                                      |
|      | Telefonzelle              | Hornstein                              | Eisenstadt-Umgebung |               | Die von der örtlichen ÖVP („TEAM Wolf“) initiierte und von der Bücherei der Marktgemeinde betreute Bücherzelle ist eine von zwei (wovon eine seit 2019 bis März 2021 gegenüber dem Haus der Generationen stand) im durch das ehemalige Esterházysche Forsthaus zugänglichen Bürgergarten und steht in der Nähe des dortigen Spielplatzes.                                 | ⊙ Rechte Hauptzeile 22, 7053 Hornstein                                                      |
|      | Telefonzelle              | Hornstein                              | Eisenstadt-Umgebung |               | Die von der örtlichen ÖVP („TEAM Wolf“) initiierte und von der Bücherei der Marktgemeinde betreute Bücherzelle steht beim Walderlebnisweg im Föhrenwald. | ⊙ Ecke Neubaugasse/Am Föhrenwald 9, 7053 Hornstein                                          |
|      | Telefonzelle              | Neudörfl                               | Mattersburg         | 3. Sep. 2022  | Die Ortsparteigruppe der Grünen hat eine bestehende Telefonzelle vor dem Heurigenrestaurant „Hauer“ (Hauerperle) zu einer Bücherzelle umfunktioniert. | ⊙ Hauptstraße 113, 7201 Neudörfl                                                            |
|      | Telefonzelle              | Neudörfl                               | Mattersburg         | 5. Sep. 2022  | Die mit einem Solarlicht versehene Bücherzelle der örtlichen Kinderfreunde steht zwischen Gemeindeamt (Amtsgebäude 1) und dem Eingang der Neuen Mittelschule. | ⊙ Kirchenplatz 1, 7201 Neudörfl                                                             |
|      | Bücherregal               | Neusiedl am See                        | Neusiedl am See     | 2018          | Der „Offene Bücher-Schrank“ steht nach der Bürgerservicestelle rechts im Foyer des Rathauses der Stadtgemeinde Neusiedl am See; zugänglich während der Öffnungszeiten (Stand November 2023): Montag und Dienstag 07.30 – 16.00h, mittwochs 07.30 – 18.00h sowie Donnerstag und Freitag 07.30 – 13.00h.                                                                    | ⊙ Hauptplatz 1, 7100 Neusiedl am See                                                        |
|      | Bücherregal               | Neusiedl am See                        | Neusiedl am See     |               | Das Offene Bücherregal („Lesekistl“) steht in einem überdachten Bereich vor dem Secondhand-Laden des Vereins „Koryphäen, Verein zur Führung von Arbeits- und Qualifizierungsstätten für gesellschaftlich Benachteiligte“. | ⊙ Obere Hauptstraße 14–16, 7100 Neusiedl am See                                             |
|      | Bücherregal               | Neusiedl am See                        | Neusiedl am See     | 2012          | Das Offene Bücherregal für Kinderbücher („Erster Kinderbücherschrank“) steht auf Initiative der Leiterin Sabine Wegleitner beim Montessori Kinderhaus (Kinderkrippe und Kindergarten) und ist Bestandteil einer Sitzgruppe aus Holz. | ⊙ Gärtnereisiedlung 28, 7100 Neusiedl am See                                                |
|      | Telefonzelle              | Parndorf                               | Neusiedl am See     | Aug. 2020     | Die beleuchtete Bücherzelle (eine rote englische Telefonzelle) wurde vom Parndorfer Kulturausschuss unter der Leitung von Gemeinderätin Gabriele Arndt von der Liste Parndorf (LIPA) in der Nähe vom „Parndorfer Hof - Gasthof Patzolt“ neben der Zahnarztpraxis von Michael Petronits aufgestellt.                                                                       | ⊙ Hauptstraße 38b, 7111 Parndorf                                                            |
|      | Bücherschrank/Bücherregal | Purbach am Neusiedler See              | Eisenstadt-Umgebung | 14. Aug. 2015 | Der Offene Bücherschrank und ein dazugehöriges Bücherregal (die Bildmontage zeigt beide) befinden sich samt Lesesessel im Vorraum des Standesamtes gegenüber des Gemeindeamts im Gebäude des Gemeindezentrums; zugänglich während der Amtsstunden (Stand April 2023): Montag, Mittwoch und Donnerstag 08.00 – 16.00h, Dienstag 08.00 – 17.00h und Freitag 08.00 – 12.00h. | ⊙ Hauptgasse 38, 7083 Purbach am Neusiedlersee                                              |
|      | Bücherschrank             | Purbach am Neusiedler See              | Eisenstadt-Umgebung |               | Der „offene KinderBücherSchrank“ steht vor dem Zugang zum Eltern-Kind-Zentrum (EKIZ) Leithaberg (Leithabergschule). | ⊙ Untere Bahngasse 55, 7083 Purbach am Neusiedlersee                                        |
|      | Schrank                   | Rotenturm                              | Oberwart            |               | | ⊙ Hauptstraße 18                                                                            |
|      | Telefonzelle              | Schattendorf                           | Mattersburg         | 2019          | Die Bücherzelle („Offenes Bücherregal“) steht beim Gemeindeamt. | ⊙ Fabriksgasse 44, 7022 Schattendorf                                                        |
|      | Telefonzelle              | Schattendorf                           | Mattersburg         |               | Die Bücherzelle („Offenes Bücherregal“) steht an der Landesstraße L224. | ⊙ Hauptstraße 58, 7022 Schattendorf                                                         |
|      | Telefonzelle              | Winden am See                          | Neusiedl am See     | 2022          | Die Bücherzelle wurde auf Initiative der örtlichen SPÖ mit Unterstützung von A1 in der Nähe des Bauernladen „Bärenhof Hoffmann“ an der B 50 gegenüber der Einmündung der Hauptstraße aufgestellt. | ⊙ im Bereich Eisenstädter Straße/Stiftgasse 1/Dr. Rudolf Klafskygasse 1, 7092 Winden am See |
|      | Telefonzelle              | Wulkaprodersdorf                       | Eisenstadt-Umgebung | Juli 2021     | Die vom lokalen Künstler Max Schuber bemalte Bücherzelle wurde Ende Juli 2021 auf Initiative des Gemeinderats der Unabhängigen Dorfliste Wulkaprodersdorf (UDW) René Neuberger im Gasserl zur Gärtnerei von Ralph Prein in der Nähe der Brücke über die Wulka aufgestellt.                                                                                                | ⊙ Untere Hauptstraße 24, 7041 Wulkaprodersdorf                                              |

## Liste ehemaliger Bücherschränke
| Bild | Ausführung   | Ort            | Seit      | abgebaut (festgestellt) | Anmerkung | Lage                                    |
| ---- | ------------ | -------------- | --------- | ----------------------- | --- | --------------------------------------- |
|      | Telefonzelle | Eisenstadt     | 2015      | 2023                    | Die von der AK-Bücherei Eisenstadt der Arbeiterkammer Burgenland vor dem Restaurant „Oscar’s“ im EZE Einkaufszentrum aufgestellte und betreute Bücherzelle („BookBox“) wurde im Mai 2023 entfernt. | ⊙ Ruster Straße 82–104, 7000 Eisenstadt |
|      | Bücherregal  | Donnerskirchen | Feb. 2020 | Sep. 2024               | Das Offene Bücherregal befand sich im Weingut Karner und war zugänglich während der Öffnungszeiten: Donnerstag und Freitag 16.00 bis 18.00h sowie samstags 10.00 bis 15.00h.                       | ⊙ Badstraße 18, 7082 Donnerskirchen     |